# 斗罗大陆 (电视剧)
《斗罗大陆》是一部2021年播出的中国大陆古装玄幻电视剧。由杨振宇导演，王倦编剧，秦鹏飞动作指导，改编自唐家三少同名玄幻小说《斗罗大陆》，主要讲述了自幼丧母，与父亲相依为命的唐三（肖战饰），与孤儿小舞（吴宣仪饰）结为兄妹，凭着自己的恒心和实力克服了重重困难，佑护亲人、振兴宗门、匡扶国家，成为站在武林巅峰的励志故事。该剧于2019年1月开机，同年7月杀青，於2021年2月5日在央视八套、腾讯视频和全球WeTV迎来首播。

## 播出时间
| 频道         | 地区       | 播出日期      | 播出时间                 | 备注                                                                        |
| ------------ | ---------- | ------------- | ------------------------ | --------------------------------------------------------------------------- |
| 央视八套     | 中国大陆   | 2021年2月5日  | 中午12:00                | 2月11日至19日每日更新兩集                                                   |
| 腾讯视频     | 中国大陆   | 2021年2月5日  | 中午12:30                | VIP會員：首周看7集，2月8日起每日更2集 非會員：每日更1集 2月12日开启超前点播 |
| WeTV         | 臺灣       | 2021年2月5日  | 中午12:30                | VIP會員：首周看7集，2月8日起每日更2集 非會員：每日更1集 2月12日开启超前点播 |
| WeTV         | 新加坡     | 2021年2月5日  | 中午12:30                | VIP會員：首周看7集，2月8日起每日更2集 非會員：每日更1集 2月12日开启超前点播 |
| WeTV         | 马来西亚   | 2021年2月5日  | 中午12:30                | VIP會員：首周看7集，2月8日起每日更2集 非會員：每日更1集 2月12日开启超前点播 |
| Astro全佳HD  | 马来西亚   | 2021年2月20日 | 每晚 19:00 - 20:00       | 2月26日提前至18:30播出。                                                    |
| 新传媒8频道  | 新加坡     | 2021年8月20日 | 星期一至五 23:00 - 00:00 |                                                                             |
| Nusantara TV | 印度尼西亞 | 2022年1月31日 | 星期一至五 20:00 - 21:00 | （GMT+7）（以印尼语配音）                                                   |

## 演员列表

### 领衔主演
| 演员              | 角色 | 简介 | 配音员    |
| 肖战 少年: 韓昊霖 | 唐三 | 史萊克學院學員，史萊克七怪之一。唐昊、阿銀之子，個性善良正直。在諾丁學院結識大師玉小剛及小舞，拜大師為師與後者結為兄妹。因從小學習母親留下的《玄天寶錄》而能夠使用非武魂招式:紫極魔瞳、鬼影迷蹤、控鶴擒龍、暗器百解、玄天功、玄玉手，並能將其與魂力融合充分發揮。為瞭解父親的過去及母親的身份而踏上修行之旅。天生滿魂力，武魂為藍銀草與昊天錘（雙生武魂），由於魂環的影響擁有萬毒不侵的體質，而被獨孤博稱為小毒物。後因服用了八角玄冰草及烈火杏嬌疏並吸了母親阿銀臨終前留下的冰火兩儀眼，而擁有了冰火雙免疫的能力。史萊克畢業後想繼續追尋父親的腳步。喜歡小舞。                                                                                        | 原音 演出 |
| 吴宣仪            | 小舞 | 史萊克學院學員，史萊克七怪之一。個性單純善良、不諳人間世事，熱愛打架的她總愛用拳腳來解決任何事情。在諾丁城認識唐三與其結為兄妹，相處過程中見唐三為人不因自身強大而去欺負弱小，故而開始喜歡唐三。在諾丁學院七舍打架贏了所有七舍學員，故被尊稱為老大或小舞姊。從小在星斗大森林長大，與森林之王泰坦巨猿及天青牛蟒是朋友（分別稱其為二明及大明）。化身為人類後，便離開星斗大森林來到魂師的世界學習武魂，尋找魂師不獵殺魂獸晉升的其他方法，目的就是為了讓人類與魂獸能夠化敵為友。武魂為柔骨兔，擁有魂力吸收及轉移的能力。在魂師學院決賽時被比比東揭穿身份，實為十萬年柔骨兔化身而成的人類。史萊克學院畢業後還是堅持「唐三去哪，我就去哪」的原則。喜歡唐三。 | 乔诗语    |

### 特邀主演
| 演员   | 角色 | 简介 | 配音员    |
| 辰亦儒 | 大師 | 本名玉小剛，宗門為藍電霸王宗，因過去武魂晉升失敗一直停留在二魂環，後來得到了唐三所贈的仙品藥草－九品紫芝的幫助，故武魂得以恢復並能晉升至三魂環。黃金鐵三角之一(智慧之角)，本在諾丁學院打雜，後受唐三拜其為師。為了就近保護唐三，而免費成為史萊克學院的教師，專門教授武魂理論。曾與現任武魂殿首宗比比東有過一段情。武魂為藍電霸王龍變異的羅三炮。玉天恒的叔叔。 | 王凯      |
| 邱心志 | 蘭德 | 人稱怪物學院的史萊克學院院長，奧斯卡的養父。看似愛財摳門，其實是為了幫助窮苦人。黃金鐵三角之一(飛翔之角)，被好友玉小剛稱為蘭老大。擁有七魂環的魂聖，武魂為四眼貓鷹。 | 原音 演出 |
| 钟镇涛 | 唐昊 | 唐三的父親，聖魂村鐵匠。實為一名實力很強的魂師（昊天鬥羅），妻子死後便終日酗酒，並隱姓埋名與兒子相依為命。本不願唐三走上與自己及妻子相同的道路，而不希望兒子接觸有關魂師的一切，但見其意志堅定的努力想探尋內心的聲音後，便決定放手並將兒子託付給玉小剛照顧，離開前告訴唐三等到他的內心及實力足夠強大時將會再次出現在其面。最終在史萊克七怪於魂師學院大賽決賽中勝出後，從比比東手中救出唐三和小舞，並告訴小舞，唐三媽媽亦是魂獸後勸其離開，等到足夠強大再回來幫助唐三。武魂為昊天錘。 | 宣晓鸣    |

### 特邀出演
| 演员   | 角色   | 简介 | 配音员    |
| 朱珠   | 比比東 | 武魂殿現任首宗，前任首宗千尋疾的妻子，千仞雪的母親。與大師曾有過一段情。雖然同為九魂環，但卻已比其他封號鬥羅領悟到更高的領域。第九個魂環為紅色的十萬年魂環，這個魂環來自小舞的媽媽。實力高深莫測。在魂師學院決賽時將計就計解決了叛變的鬼鬥羅與其同黨。本欲抓小舞和除掉唐三，被突然出現的唐昊給打退。武魂為死亡蛛皇與噬魂蛛皇（雙生武魂），唯一成功修煉雙生武魂的魂師，已將雙生武魂融合為一，創造了奇蹟。 | 原音 演出 |
| 高泰宇 | 戴沐白 | 史萊克學院學員，史萊克七怪之一。星羅王國皇子，朱竹清的未婚夫(於年幼時雙方父母所定下的親事，目前已解除婚約)。個性強硬衝動，認為只有自身的實力夠強才能稱為強大，後因唐三而瞭解了團隊合作的重要性。在與星羅皇家種子戰隊的比賽中，和朱竹清相互信任使用武魂融合技成功打敗戴惟仕。史蘭客學院畢業後決定回到星羅王國面對其父親和哥哥。武魂為白虎。                                                               | 魏超      |

### 史萊克學院
| 演员              | 角色   | 简介 | 配音员    |
| 邱心志            | 蘭德   | 詳見特邀主演 | 原音 演出 |
| 辰亦儒            | 大師   | 詳見特邀主演 | 王凯      |
| 張雯              | 柳二龍 | 黄金鐵三角之一(殺戮之角)，原為天斗旗下藍霸學院的院長，為了讓七怪能取得比賽資格而將學院轉送給蘭德，並讓其改名為史萊客學院，自己則自願降職成為了史萊克七怪的老師。喜歡玉小剛，與其同為藍電霸王宗族人。擁有七魂環的魂聖，武魂為赤火龍，因為威力過於強大無法控制得當，致使每次使用完魂技後，都得重新換一套衣服。 | 马海燕    |
| 肖战 少年: 韓昊霖 | 唐三   | | 原音 演出 |
| 吴宣仪            | 小舞   | 乔诗语 |           |
| 高泰宇            | 戴沐白 | 詳見特邀出演 | 魏超      |
| 刘美彤            | 朱竹清 | 史萊客學院學員，史萊客七怪之一。星羅王國貴族，戴沐白的未婚妻(於年幼時雙方父母所定下的親事，目前已解除婚約)。喜歡戴沐白。在與星羅皇家種子戰隊比賽時，與戴沐白相互信任使用武魂融合技打敗戴惟仕。史萊克學院畢業後想陪同戴沐白一起回到星羅王國。武魂為幽冥靈貓。                                                 | 李诗萌    |
| 刘润男            | 奧斯卡 | 史萊克學院學員，史萊克七怪之一。蘭德的養子，興趣是戲劇創作。與唐三同為天生滿魂力，在得知自己為輔助系的食物武魂後一心想退武從文。但在天斗城時拒絕了雪星親王提供的繁星戲團，決定與史萊克的大家並肩作戰。喜歡寧榮榮。史萊克學院畢業後希望留在學院幫助下屆新生，等能力足夠後再去七寶琉璃宗找寧榮榮。             |           |
| 丁笑瀅            | 寧榮榮 | 史萊克學院學員，史萊克七怪之一，七大宗門上三宗之一的七寶琉璃宗小公主。史萊克學院畢業後打算回到七寶琉璃宗。輔助系魂師，武魂為七寶琉璃塔，後因服用唐三所贈的仙品藥草－綺羅鬱金香，導致武魂變異，而進化成九寶琉璃塔。                                                                                           | 刘晴      |
| 敖子逸            | 馬红俊 | 史萊克學院學員，史萊克七怪之一，年齡為七人中的老么，亦是夜火村的村民。天生擁有雙魂環。史蘭客學院畢業後想周遊斗羅大陸各地幫助武魂變異的人。武魂為蘆花雞變異的邪火鳳凰。 | 苏尚卿    |

### 友情出演
| 演员   | 角色     | 简介 | 配音员 |
| 包小松 | 雪星親王 | 天斗皇族，雪清河的叔叔。想方設法阻止史蘭客學院參賽，後因天斗二隊輸給了七怪而使出各種陰招想擊垮史蘭客，卻都以失敗告終。懷疑雪清河被武魂殿操控，而反被假扮的千仞雪以襲擊太子的名義收押。                 |        |
| 沈曉海 | 寧風致   | 寧榮榮的爸爸，七寶琉璃宗宗主。因受神秘人的威脅而將寧榮榮送到史蘭客學院。本想讓女兒去避風頭，卻沒想到史蘭客竟參加了魂師大賽，見女兒意志堅定只好默默支持。                                               |        |
| 溫昇豪 | 菊鬥羅   | 九魂環的菊鬥羅，來自武魂殿。魂師學院大賽的主持人兼裁判。由於其魂技特殊只有吃過仙品藥草－奇茸通天菊的魂師才能發揮完整，因此一心希望收戴沐白為徒，並授予戴沐白及朱竹清武魂融合技的訣竅。與鬼鬥羅是至交。 |        |

### 其他演员
| 演员     | 角色           | 简介 | 配音员 |
| 黄灿灿   | 胡列娜(千仞雪) | 史蘭客學院身份神秘的旁聽生，為武魂殿首宗比比東的首席弟子，其真實身份為比比東的女兒千仞雪，亦是武魂殿戰隊一員。奉命假扮成已於兩年前死去的胡列娜，並為了能引起母親的關注而試著接近戴沐白，本希望能控制星羅王國，後來發現其有一位實力更強的哥哥戴惟仕後將目標轉向天斗太子雪清河。在魂師學院決賽結束後，得知父親非重傷死亡而是被母親親手殺害的真相。 | 路熙然 |
| 周小川   | 塵心           | 九魂環的劍斗羅，七寶琉璃宗長老。寧榮榮稱其為劍爺爺。 |        |
| 郭子渝   | 鬼魅           | 九魂環的鬼斗羅，武魂殿執事。武魂為鬼魅，其能力可穿行於空間夾縫之中，適合用於暗殺。因前任首宗千尋疾被現任首宗比比東所殺，而開始組建蒼暉學院、聯絡天青牛蟒掀起獸潮，將武魂殿裡的封號鬥羅給引開，然後聚集其他封號鬥羅，再執行刺殺比比東的計劃。後被比比東揭穿，擊落水中。                                                                           |        |
| 郭家諾   | 時年           | 蒼暉學院的老師。本欲在與史蘭客學院比賽前控制唐三，卻被唐三母親留在其心中的力量給打敗。擁有精神系武魂－殘夢。 |        |
| 王亦凡   | 葉知秋         | 與不樂有過交易的神秘人物，蒼暉學院的學生。被時年用精神系武魂操控，獨孤博助其恢復記憶後與唐三暗中合作對付時年。唐三擊敗時年後擺脫了蒼暉的控制，向唐三道謝後帶著時年及好友們離開。擁有四魂環的魂宗，其武魂能控制驅動微生物。 |        |
| 賴明潤   | 學生1          | 蒼暉學院的學生，葉知秋的好友，擁有變異武魂。長期受到時年的精神系武魂－殘夢所控制，後因時年被自己的武魂反噬而恢復神智。 |        |
| 張澤鵬   | 學生2          | 蒼暉學院的學生，葉知秋的好友，擁有變異武魂。長期受到時年的精神系武魂－殘夢所控制，後因時年被自己的武魂反噬而恢復神智。 |        |
|          | 學生3          | 蒼暉學院的學生，葉知秋的好友，擁有特殊的變異武魂，一輩子只有一次使用魂技的機會，使用完後必死無疑，可說是用生命綻放的魂技。長期受到時年的精神系武魂－殘夢所控制，後因時年被自己的武魂反噬而恢復神智。 |        |
|          | 學生4          | 蒼暉學院的學生，葉知秋的好友，擁有變異武魂。其魂技沒有攻擊能力，只能在短暫時間內阻擋一切增援。長期受到時年的精神系武魂－殘夢所控制，後因時年被自己的武魂反噬而恢復神智。 |        |
| 劉交心   | 獨孤博         | 九魂環的毒斗羅，獨孤雁的爺爺，為天斗皇家的秘密武器。因唐三替孫女獨孤雁及自己解毒，而答應暗中與唐三合作追查蒼暉學院的幕後主使，並稱唐三為小毒物。 |        |
| 仁青娜姆 | 獨孤雁         | 獨孤博的孫女，與蛇婆及龍公同行的女孩，被葉之秋指名下毒的對象。天斗皇家學院的學生，亦是第一戰隊的隊員。雖然使用毒系武魂，但為人心地善良。 |        |
| 黃英     | 朝天香         | 孟蜀的妻子，人稱蛇婆，擁有七魂環的魂聖。 |        |
| 于子寬   | 孟蜀           | 朝天香的丈夫，人稱龍公，擁有八魂環的魂斗羅。 |        |
| 于安     | 泰隆           | 天斗皇家學院二隊的隊長，泰坦之孫。武魂為大力猩猩。 |        |
| 張恆瑞   | 泰坦           | 八魂環的魂斗羅，泰隆的爺爺。當年遭武魂殿追殺時，因被雪星親王收留而欠其一次無條件的出手。因唐昊曾對泰家有恩而稱其主人，並稱唐三為少主。 |        |
| 劉偉     | 聖魂村長       | 聖魂村的村長爺爺，送唐三去諾丁學院的人，常讓唐三幫忙修屋頂。 |        |
| 杜俊澤   | 戴惟仕         | 戴沐白的哥哥，星羅王國皇子，皇室第一順位繼承人，亦是星羅皇家種子戰隊的隊長。從小看不起自己的弟弟戴沐白，一心想在比賽中除掉他。在魂師學院大賽中，被戴沐白與朱竹清的魂技融合給打敗。擁有四魂環的魂宗。 |        |
| 王俏     | 朱竹雲         | 朱竹清的姐姐，星羅王國貴族，亦是星羅皇家種子戰隊的一員。擁有四魂環的魂宗。 |        |
| 劉亞鵬   | 馬紅俊父       | 馬紅俊的父親，夜火村的村民。為保護兒子不受村長的傷害，燃燒自己的武魂及生命而死。 |        |
| 張繼南   | 趙無極         | 史萊克學院曾經的老師亦是前幾屆的校友，替唐三、小舞、朱竹清等其他新生進行入學測試。擁有七魂環的魂聖，武魂為大力金剛熊。 |        |
| 李繼洋   | 邪月           | 武魂殿戰隊隊長。武魂為月刃，是擁有五魂環的魂王。 |        |
| 陶醉     | 焱             | 武魂殿戰隊隊員。武魂為火土雙系的火焰領主，擁有四魂環的魂宗。 |        |
| 王露     | 火舞           | 熾火學院戰隊隊長。在魂師學院大賽上與史蘭客有著兩次交手的緣分，於決賽時被史蘭客戰隊擊敗後，因發現所有戰敗隊伍集體失蹤，而將其武魂本質託付給了唐三，並希望唐三等人能在自己失蹤後協助尋找真相。 |        |
| 崔鵬     | 素雲濤         | 武魂殿的首席執事。武魂為獨狼，擁有三魂環。在聖魂村時替唐三進行武魂覺醒並推薦他去諾丁學院入學，後送胡列娜至史蘭克學院入學。在尾隨史蘭客眾人進入星斗大森林後，意外遭到神秘勢力的殺害，實為鬼斗羅所為。 |        |
| 鮑柏宇   | 雪清河         | 天斗王國的太子，唯一繼承人。想幫助戴沐白爭奪星羅皇位，不希望武魂殿贏得比賽。目前被千仞雪精神系武魂操控著。擁有雙魂環。 |        |
| 徐新馳   | 馬修諾         | 天斗王國太子的傳話人。後在西思城因意外闖禍而被蒙厲殺害。 |        |
| 溫海波   | 夢神機         | 天斗皇家學事司首席。武魂為控制系的黑妖，擁有八魂環的魂斗羅。 |        |
| 李德鑫   | 玉天恒         | 玉小剛的侄子，天斗皇家學院的學生，第一戰隊的隊長。在獨孤雁推薦下觀看了史蘭客七怪與戴惟仕的戰鬥，並嘗試招募戴沐白和唐三加入天斗皇家戰隊。 |        |
| 汪亘     | 雪崩           | 天斗皇家學院的學生，亦是皇室的後裔。與戴沐白關係惡劣，因瞧不起史蘭客七怪並主動挑釁，而被小舞打的鼻青臉腫。 |        |
| 宋慶     | 不樂           | 所托城草窩酒館的酒保，給夜火村村長變異藥物的人。後被葉知秋為避免組織曝光而殺人滅口。 |        |
| 楊迪     | 天涯           | 不樂的手下。 |        |
| 苗皓鈞   | 夜火村長       | 夜火村的村長。為了使沒落的家族得以翻身，而不惜犧牲馬紅俊父子進行武魂變異的實驗。 |        |
| 马东辰   | 萧塵宇         | 諾丁城城主之子。魂師會會長，因過於囂張跋扈而被王聖殺死。擁有狼形獸武魂。 |        |
| 馬瑞澤   | 柳龍           | 蕭大少的跟班。在聖魂村被小舞打跑。擁有黑豹形態的獸武魂 |        |
| 王鑫     | 凌風           | 諾丁城城主的手下，武魂為雷鳥，擁有三魂環的魂尊。在聖魂村被唐三利用植物魂獸鬼藤擊敗。 |        |
| 趙雲天   | 石三           | 諾丁城打鐵舖的鐵匠，唐三稱其為三叔。 |        |
| 李豪     | 王聖           | 諾丁初級學院學員，唐三的室友。在學期間屢遭蕭大少欺凌，因懷恨在心而殺死對方。武魂從戰虎變異為血虎後，成為凶神戰隊的成員之一，並擁有三魂環，與史蘭克七怪對戰戰敗後，被葉知秋殺害。 |        |
| 高梓剛   | 蒙厲           | 凶神戰隊的隊長。與史蘭客七怪對戰戰敗後，被葉知秋殺害。四魂環的魂宗，擁有熊形獸武魂。 |        |
| 馬國軍   | 凶神戰隊成員   | 凶神戰隊的成員。與史蘭客七怪對戰戰敗後，被葉知秋殺害。皆為四魂環的魂宗，並分別擁有水形武魂、器武魂及獸武魂。 |        |
| 方小飛   | 凶神戰隊成員   | 凶神戰隊的成員。與史蘭客七怪對戰戰敗後，被葉知秋殺害。皆為四魂環的魂宗，並分別擁有水形武魂、器武魂及獸武魂。 | 路人甲 |
| 張自博   | 凶神戰隊成員   | 凶神戰隊的成員。與史蘭客七怪對戰戰敗後，被葉知秋殺害。皆為四魂環的魂宗，並分別擁有水形武魂、器武魂及獸武魂。 | 路人乙 |
| 劉豐     | 二隊副隊長     | 天斗皇家學院二隊副隊長。四魂環的魂宗，擁有磁石形態的器武魂，於比賽中被朱竹清擊敗。 |        |
| 阿諾     | 二隊隊員       | 天斗皇家學院二隊隊員。四魂環的魂宗，擁有蠍形獸武魂。於比賽中被歐思客擊敗。 |        |
| 歡歡     | 二隊隊員       | 天斗皇家學院二隊隊員，輔助系魂師。擁有三魂環，魂技為重裝盔甲，於比賽中被朱竹清擊敗。 |        |
| 徐博文   | 二隊隊員       | 天斗皇家學院二隊隊員，體型偏瘦。擁有獅形獸武魂，於比賽中與寧榮榮雙雙出局。 |        |

## 电视剧歌曲
| 曲序 | 曲目                               |                    | 作曲               | 编曲          | 演唱                 |
| ---- | ---------------------------------- | ------------------ | ------------------ | ------------- | -------------------- |
| 1.   | 《傲立雲端》（片頭曲）             | 哇噻小黑           | 園田芳雄           | Juno Heo      | 高泰宇 敖子逸 劉潤南 |
| 2.   | 《星河》（片尾曲）                 | 李瑜哲             | 大聖               | 大聖          | 吳宣儀               |
| 3.   | 《策馬正少年》（主題曲）           | 李瑜哲 張靚        | 劉鳳瑤             | 劉鳳瑤        | 肖戰                 |
| 4.   | 《無畏》（唐三人物主題曲）         | 曹德智             | 孫艾黎             | 周富堅        | 蘇見信               |
| 5.   | 《絕戀》（小舞人物主題曲）         | 曹德智 吳劍中      | 彭揚 李佳芮        | 林樂偉        | 張韶涵               |
| 6.   | 《蒼穹之下》（戴沐白人物主題曲）   | 袁文睿 姚文彬      | 袁文睿             | 袁文睿        | 劉宇寧               |
| 7.   | 《雪落幽竹裡》（朱竹清人物主題曲） | 劉柏辛             | 劉柏辛             | 劉柏辛 鄭偉   | 劉柏辛               |
| 8.   | 《樽海鞘》（歐思客人物主題曲）     | 袁文睿 DK 黄子健   | 袁文睿 DK 黄子健   | 袁文睿 黄子健 | 那吾克熱 刘润南      |
| 9.   | 《任性》（寧榮榮人物主題曲）       | 卡夕               | 宇田               | 馬笑天        | 單依純               |
| 10.  | 《闖》（馬紅俊人物主題曲）         | 萧然 周富坚 任丁一 | 萧然 周富坚 任丁一 |               | 排骨教主             |
| 11.  | 《史莱克学院》（史莱克七怪成團曲） | 金小K              | 岑思源             |               | 硬糖少女303          |